# Chile en los Juegos Olímpicos de Sarajevo 1984
La participación de Chile en los Juegos Olímpicos de Sarajevo 1984 fue la octava actuación olímpica de ese país en las competencias de invierno. La delegación chilena estuvo compuesta de cuatro deportistas, todos ellos hombres, que compitieron en tres eventos en un deporte. El abanderado fue Alfredo Maturana.
La delegación chilena volvió a participar de unos Juegos Olímpicos de Invierno luego de que no asistiera a los Juegos Olímpicos de Lake Placid 1980. El equipo olímpico chileno no obtuvo ninguna medalla.

## Esquí alpino
| Atleta           | Evento          | Carrera 1   | Carrera 1 | Carrera 2 | Carrera 2 | Total       | Total |
| Atleta           | Evento          | Tiempo      | Lugar     | Tiempo    | Lugar     | Tiempo      | Lugar |
| ---------------- | --------------- | ----------- | --------- | --------- | --------- | ----------- | ----- |
| Miguel Purcell   | Descenso        |             |           |           |           | 1:54.91     | 44    |
| Hans Kossmann    | Descenso        |             |           |           |           | 1:54.36     | 42    |
| Andrés Figueroa  | Descenso        |             |           |           |           | 1:52.97     | 41    |
| Dieter Linneberg | Descenso        |             |           |           |           | 1:51.68     | 39    |
| Hans Kossmann    | Eslalon gigante | No finalizó | –         | –         | –         | No finalizó | –     |
| Miguel Purcell   | Eslalon gigante | 1:32.19     | 47        | 1:33.21   | 43        | 3:05.40     | 44    |
| Dieter Linneberg | Eslalon gigante | 1:31.75     | 45        | 1:31.81   | 42        | 3:03.56     | 42    |
| Andrés Figueroa  | Eslalon gigante | 1:29.86     | 39        | 1:29.37   | 36        | 2:59.23     | 37    |
| Miguel Purcell   | Eslalon         | 1:02.26     | 38        | 55.74     | 21        | 1:58.00     | 23    |
| Hans Kossmann    | Eslalon         | 1:00.15     | 35        | 56.12     | 23        | 1:56.27     | 21    |
| Dieter Linneberg | Eslalon         | 59.86       | 33        | 55.92     | 22        | 1:55.78     | 20    |
| Andrés Figueroa  | Eslalon         | 59.79       | 32        | 55.59     | 18        | 1:55.38     | 19    |